# 长城宽带
長城寬帶是一家服務中國大陸地區的區域性二級寬頻服務供應商，成立於2000年4月，合併至鹏博士（上交所：600804，简称：*ST鹏博）後成為其下一個子品牌，並成為了全国最大的民营宽带运营商的組成部分。2013年5月底宣佈自北京起和宽带通一併推出全國第一個面向普通用戶的頻寬達100Mbps的網絡服務。2019年10月20日，长城宽带的经营范围不再包含互联网接入服务业务。2020年9月，鵬博士将長城寬帶100%的股權转让给中安实业投资（深圳）有限公司。
2024年8月1日，有媒体爆料长城宽带已经“圈钱跑路”，部分受影响业主计划“抱团”维权。

## 外部鏈接
- 官方网站